# Mansion House (Metropolitano de Londres)
Mansion House é uma estação do Metropolitano de Londres, localizada na Cidade de Londres, em Londres, perto da Mansion House. É uma estação de sub-superfície servida pelos trens nas linhas Circle e District. Fica entre Blackfriars e Cannon Street e está em zona tarifária 1.
Mansion House é uma estação subterrânea com três plataformas. A plataforma oeste, número 1, e a plataforma leste, número 3, são compartilhadas pelas linhas Circle e District. Uma terceira plataforma foi usada para terminar os trens no sentido leste, no entanto, ela não é mais usada e a via foi removida à medida que os serviços continuam e terminam em Tower Hill.